# Питово
Пи́тово (болг. Питово) — село в Сливенській області Болгарії. Входить до складу общини Нова Загора.

## Населення
За даними перепису населення 2011 року у селі проживали 374 особи.
Національний склад населення села:
| Національність   | Кількість осіб | Відсоток |
| ---------------- | -------------- | -------- |
| болгари          | 335            | 89,8 %   |
| цигани           | 28             | 7,5 %    |
| інша             | 8              | 2,1 %    |
| Всього відповіли | 373            |          |

Розподіл населення за віком у 2011 році:
Динаміка населення: